# Taiyang, Anhui
Taiyang (kinesiska: 太阳) är en socken i östra Kina. Den ligger i Huoshan härad i staden Lu'an i provinsen Anhui, omkring 140 kilometer sydväst om provinshuvudstaden Hefei. Antalet invånare är 7263. Befolkningen består av 3 546 kvinnor och 3 717 män. Barn under 15 år utgör 14,0 %, vuxna 15-64 år 75 %, och äldre över 65 år 9,0 %.